# RNASEH2B
RNASEH2B (англ. Ribonuclease H2 subunit B) – білок, який кодується однойменним геном, розташованим у людей на короткому плечі 13-ї хромосоми. Довжина поліпептидного ланцюга білка становить 312 амінокислот, а молекулярна маса — 35 139.
| 10         |  | 20         |  | 30         |  | 40         |  | 50         |
| ---------- |  | ---------- |  | ---------- |  | ---------- |  | ---------- |
| MAAGVDCGDG |  | VGARQHVFLV |  | SEYLKDASKK |  | MKNGLMFVKL |  | VNPCSGEGAI |
| YLFNMCLQQL |  | FEVKVFKEKH |  | HSWFINQSVQ |  | SGGLLHFATP |  | VDPLFLLLHY |
| LIKADKEGKF |  | QPLDQVVVDN |  | VFPNCILLLK |  | LPGLEKLLHH |  | VTEEKGNPEI |
| DNKKYYKYSK |  | EKTLKWLEKK |  | VNQTVAALKT |  | NNVNVSSRVQ |  | STAFFSGDQA |
| STDKEEDYIR |  | YAHGLISDYI |  | PKELSDDLSK |  | YLKLPEPSAS |  | LPNPPSKKIK |
| LSDEPVEAKE |  | DYTKFNTKDL |  | KTEKKNSKMT |  | AAQKALAKVD |  | KSGMKSIDTF |
| FGVKNKKKIG |  | KV         |  |            |  |            |  |            |

A: Аланін

C: Цистеїн

D: Аспарагінова кислота

E: Глутамінова кислота

F: Фенілаланін

G: Гліцин

H: Гістидин

I: Ізолейцин

K: Лізин

L: Лейцин

M: Метіонін

N: Аспарагін

P: Пролін

Q: Глутамін

R: Аргінін

S: Серин

T: Треонін

V: Валін

W: Триптофан

Кодований геном білок за функцією належить до фосфопротеїнів. 
Задіяний у таких біологічних процесах, як ацетилювання, альтернативний сплайсинг. 
Локалізований у ядрі.